# Laminacauda tuberosa
Laminacauda tuberosa is een spinnensoort uit de familie hangmatspinnen (Linyphiidae). De soort komt voor op de Juan Fernández-archipel.